# Corvin (hajó)
A Corvin Moszkva típusú folyami motoros személyhajó, amely a Dunán üzemel kirándulóhajóként.

## Története
1976-ban építették a  Moszkvai Hajóépítő és Hajójavító Üzemben a sorozat 45. egységeként. Üzembe állításától 1992-ig Belaruszban a homeli Felső-dnyeperi Hajózási Vállalat használta. 1992-ben bérbe adták a magyar Dunayacht Kft.-nek és a hajó a Dunára került Corvin néven. 1994-ben a Dunayacht megvásárolta és 1999-ig üzemeltette a Dunán. Ekkor eladták a MAHART–PassNave-nak, amely napjainkban is működteti. A hajón Magyarországra kerülése után az eredeti főgépeket Rába turbódízel motorokra cserélték. 2005-ben egy újabb motorcsere során a hajóba Cummins gyártmányú dízelmotorokat szereltek.